# ホミンテルン
ホミンテルン（英: Homintern）とは、ホモとコミンテルンを合わせた造語。芸術家に同性愛者と共産主義者を兼ねる者が多いことを「典型的に」表した言葉であるが客観的とは言い難い。
アメリカの指揮者・作曲家・ピアニストのレナード・バーンスタインが使用したことで有名である。

## 参考資料
- 辞典・百科事典の検索サービス『Weblio辞書』 2018年3月5日閲覧。